# 毛胸直鰓長蝽
毛胸直鰓長蝽（学名：Pamerana scotti）为長蝽科直鰓長蝽屬下的一个种。